# L'Appeso

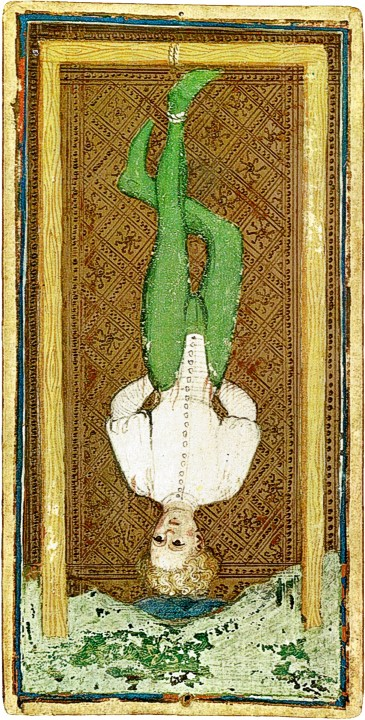
L'appeso nel mazzo Visconti-Sforza.

L'Appeso o L'Impiccato è la dodicesima carta degli arcani maggiori o trionfi dei tarocchi; nei mazzi più antichi lo stesso arcano viene talvolta indicato anche come Il Traditore. Viene utilizzato sia nei giochi di carte sia a scopo divinatorio.

## Rappresentazioni
Nelle rappresentazioni moderne, l'Appeso è un giovane che appare capovolto, appeso per una caviglia al ramo di un albero o allo stipite superiore di una cornice. Ha una gamba piegata dietro l'altra e i polsi dietro la schiena, presumibilmente legati (Tarocchi Visconti), poiché la posizione nel complesso è associata a un supplizio pubblico. Alcune correnti eretiche, di matrice gnostica, si identificano in questa lama perché incarnano, nei confronti del mondo, il ribaltamento della fede comune. Nei mazzi più antichi, in cui l'arcano si chiama "Il Traditore" (ad esempio nei Tarocchi di Carlo VI), l'appeso tiene in mano due sacchetti di monete talvolta stilizzati in semplici sfere, a rappresentare il prezzo del suo tradimento.
Sebbene la carta descriva un supplizio, il giovane appeso viene tradizionalmente raffigurato con un volto sereno, in preda all'estasi più che al dolore o all'umiliazione. In alcuni casi, come nel caso dei tarocchi Rider-Waite, ha anche il volto contornato da una aureola. A questi elementi, oltre che alla intrinseca ambiguità grafica della carta (che si presta a essere osservata capovolta) si riconducono molti dei significati simbolici associati all'Appeso in cartomanzia, che lo associano all'accettazione, all'armonia interiore o alla capacità di trascendere le convenzioni e osservare il mondo da un punto di vista più spirituale.

## L'Appeso nella letteratura
La carta dell'Appeso è l'immagine che chiude la storia dell'Orlando pazzo per amore nel libro di Calvino Il Castello dei destini incrociati. Orlando, il paladino impazzito e già rappresentato dal Matto, viene legato a testa in giù e, recuperato il senno, afferma: «Lasciatemi così. Ho fatto tutto il giro e ho capito. Il mondo si legge all'incontrario. Tutto è chiaro».